# Луцкий, Роман Михайлович
Рома́н Миха́йлович Лу́цкий (укр. Роман Михайлович Луцький; род. 20 марта 1986) — украинский актёр театра и кино, заслуженный артист Украины (2018). Большую известность приобрёл после участия в фильме «Сторожевая застава».

## Биография
Роман Луцкий родился 20 марта 1986 года в селе Боднаров, Калушского района, Ивано-Франковской области. После окончания школы поступил на театральное отделение Института искусств Прикарпатского национального университета им. В. Стефаника (2008, курс заслуженного деятеля искусств Украины, профессора Анатолия Грицана и народного артиста Украины Ростислава Держипольского). С 2008 года — актёр Ивано-Франковского академического областного украинского музыкально-драматического театра имени Ивана Франко. С 2013 года также снимается в кино.

## Творчество
| - «Вот так Анна!» — Бернар - «Энеида» — Зевс - «Сладкая Даруся» — Михаил - «Обыкновенная горошина» — Принц Артур - «Ночь перед Рождеством» — Князь Потёмкин - «Назар Стодоля» — Назар - «Нация» — Довгопол - «Три сестры» — Вершинин - «Игры императоров» — Сципион - «По щучьему веленью» — отец - «Ромео и Джульетта» — Парис - «Слишком женатый таксист» — Стэнли Поун - «Лесная песня» — Лукаш - «Заробитчанки, или Мама, вернись…» — Сеньор Мимо - «Таксист 2, или Любовь на скорости» — Стэнли Поун - «…почти никогда не наоборот» — Кирилл Чевьюк - «Шлюха» — Роман Витальевич, молодой ученый - «Оскар и Розовая Дама» — отец Оскара - «Шарика, или Любовь сечевого стрельца» — Богдан Сухонос - «Kurazh» — Швейцеркас - «Дальше — тишина» — врач - «Театр» — Тим Олгуд - «Тартюф» — Валер - «Маруся Чурай» — Черкес - «Брак по-итальянски» — Микеле - «Гамлет, принц датский» — Гамлет | Работы в кино Фильмы 2013 — « Параджанов » — Илья 2013 — « Братья. Последняя исповедь » — молодий Станіслав 2015 — « Теперь я буду любить тебя » — Макс 2017 — « Сторожевая застава » — Алёша 2018 — « Секс и ничего личного » — Сергей 2019 — « Тарас. Возвращение » — Мацей Мостовский [ 2 ] 2019 — « Дорога домой » — Матвей 2020 — « Преданная » — Петр Сколык [ 3 ] 2020 — « Бесславные крепостные » — Тарас Шевченко 2021 — « Отражение » — Сергей Телесериалы 2016 — « Век Якова » — молодой Яков 2018 — « Кольцо с рубином » — Денис Добровольский 2019 — « Шестерка » — официант Андрей Дубляж 2013 — « Параджанов » — Юрий Ильенко 2018 — « Украденная принцесса: Руслан и Людмила » — охранник |

## Награды и звания
- 2018 — Заслуженный артист Украины[4]
- 2021 — Орден «За заслуги» III степени[5]